# خوشحالم که آمدی
«خوشحالم که آمدی» (به انگلیسی: Glad You Came) تک‌آهنگی از د وانتد است که در ۱۰ ژوئیه ۲۰۱۱ منتشر شد.
این تک‌آهنگ در چارت‌های بریتانیا، ایرلند در رتبه اول و در چارت‌های ، جزو ده ترانه اول قرار گرفت.